# Monocoryne gigantea
Monocoryne gigantea is een hydroïdpoliep uit de familie Candelabridae. De poliep komt uit het geslacht Monocoryne. Monocoryne gigantea werd in 1898 voor het eerst wetenschappelijk beschreven door Bonnevie. 